# Nathalie Van de Wiele
Nathalie Van de Wiele, née le 10 décembre 1954, est une scientifique française.

## Études supérieures
Nathalie Van de Wiele effectue ses études supérieures en classe préparatoire au lycée Masséna à Nice et au lycée Lakanal à Sceaux puis obtient une maîtrise de physique à l'université Paris-Saclay avant de préparer à l'École normale supérieure une agrégation de physique qu'elle obtient en 1978 avec le rang 21 sur 68 (filles + garçons).

## Carrière professionnelle

### Professeure en classes préparatoires
Elle consacre sa carrière à l'enseignement. Professeure en classes préparatoires jusqu'en 2001, elle ouvre en 2000 un site web mis gratuitement à la disposition de tous, contenant de nombreux éléments relatifs à l’enseignement de la physique en Sup PCSI, refusant une offre d'achat par le privé afin de faire progresser la disponibilité de ressources libres et gratuites.

### Lancement de l'initiative ePrep
Sur ces bases, elle crée et dirige jusqu'en 2015 l'initiative ePrep visant à favoriser l'ouverture sociale et internationale de l'accès aux grandes écoles par les technologies de l'information et de la communication pour l'enseignement (TICE),. Dans ce cadre, elle s'efforce de rassembler l'ensemble des professeurs de classes préparatoires ou d'université commençant à utiliser les TICE par le biais de colloques ou séminaires internationaux annuels, et de missions d'enseignement solidaire qu'elle initie au Cambodge, au Liban, au Cameroun. Elle lance en outre une communauté de pratique au sein du projet européen PALETTE dont ePrep est partenaire.

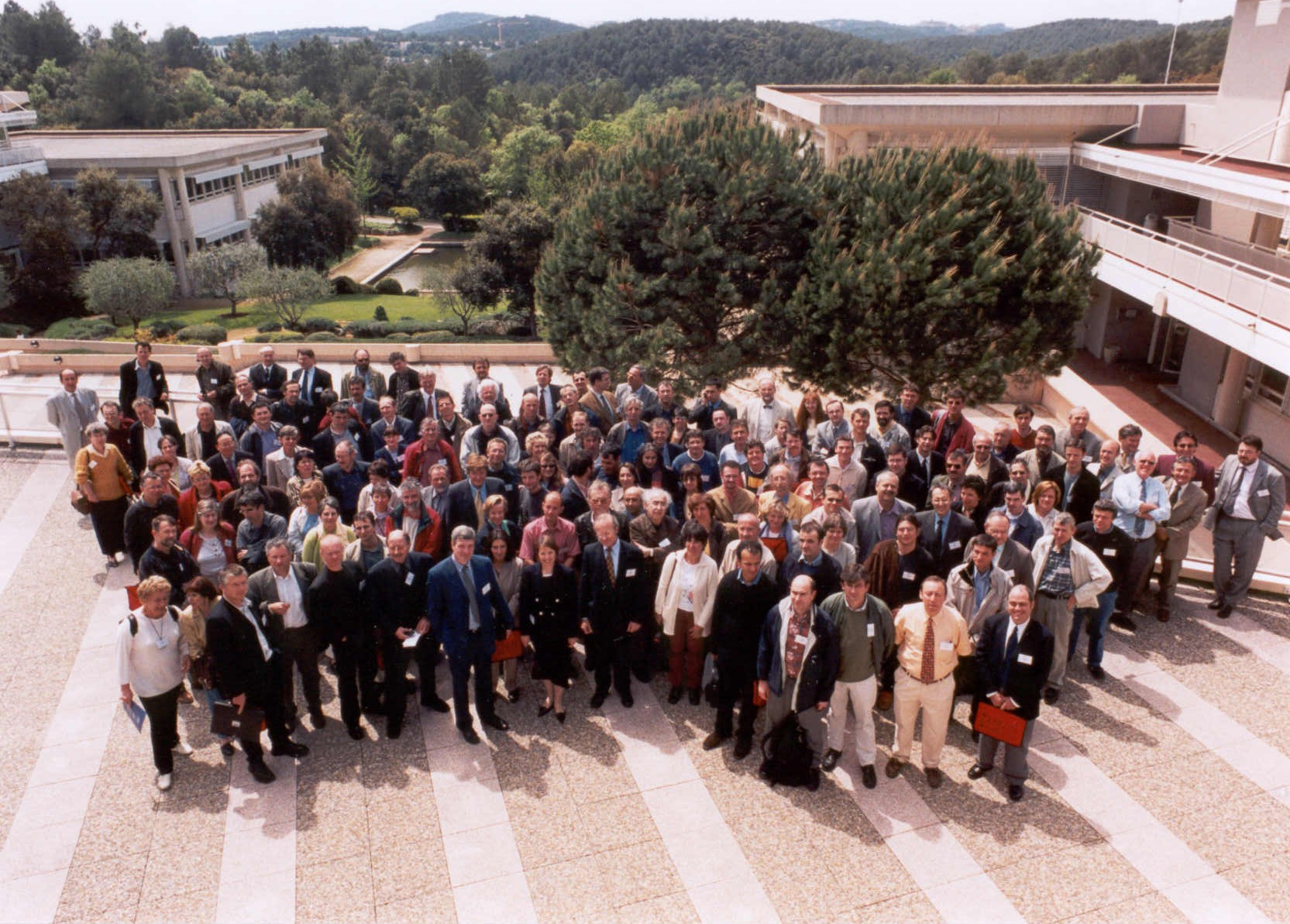
Nathalie Van de Wiele au centre des participants au colloque international ePrep 2002

En parallèle, de juin 2005 à mars 2006 elle est également chargée par Pierre Laffitte, fondateur de Sophia Antipolis, de développer le pré-projet d'une fondation de recherche sur le thème de l'eLearning, sous l'égide de la Fondation Sophia Antipolis : la Fondation Savoirs et technologies.

### Développement de l'initiative sillages.info
En 2010, elle lance, avec la Conférence des grandes écoles et les Universités numériques thématiques AUNEGe, UNISCIEL et UOH, l'initiative sillages.info qui, toujours dans le cadre du bénévolat, vise à contribuer à l’offre numérique de l’enseignement supérieur français de niveau L0 à L2 en proposant des ressources et des formations labellisées, libres et gratuites. Sous sa coordination, sept FLOT/MOOC sont notamment développés dans les domaines des sciences et des humanités: langues anciennes (latin pour débutants et grec ancien pour débutants, version grecque), grammaire, égalité femmes-hommes, informatique (programmation en Python pour débutants, bases de données relationnelles). L'ensemble des actions qu'elle mène en coopération avec les professeurs de CPGE contribue à l'émergence d'une nouvelle pédagogie dans ces classes.
De 2018 à 2022, l’ensemble des séquences constituant les MOOC et l’ensemble des ressources pédagogiques produites ont été pérennisées, en les portant sur les sites de AUNEGe, d’Unisciel , et de l’UOH.

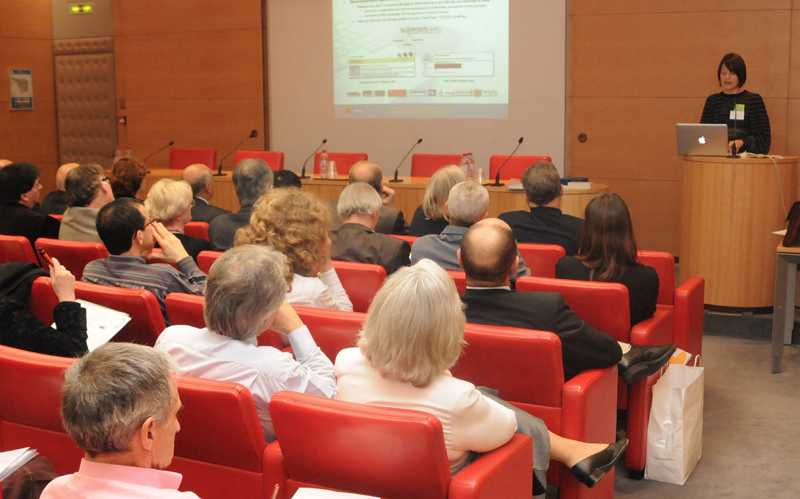
Nathalie Van de Wiele lance l'initiative sillages.info au Palais du Luxembourg en 2010

### Engagement dans Femmes & Sciences
Nathalie Van de Wiele a été membre du conseil d'administration de l'association Femmes & Sciences de 2012, année où elle organise le colloque annuel Femmes & Sciences à Nice, à 2015. Elle en a été la présidente de 2013 à 2014 années pendant lesquelles elle assure la visibilité de l'association sur le Web et les réseaux sociaux.

### Engagement académique
En janvier 2020, elle devient, pour 4 ans, membre du Conseil académique de l'initiative d'excellence Université Côte d'Azur en tant que personnalité qualifiée, et membre de sa Commission Science et Société.

## Vie privée
Mariée depuis le 30 août 1975 à Roger Torrenti, ingénieur École Centrale Paris, Nathalie Van de Wiele est mère de 3 enfants et grand-mère de 8 petits-enfants.

## Distinctions
Chevalier de la Légion d'honneur
En 2015, Nathalie Van de Wiele est nommée chevalier dans l'ordre national de la Légion d'honneur par le Ministère de l'Éducation nationale, de l'Enseignement supérieur et de la Recherche.